# Declaraciones de Copenhague y Bonn

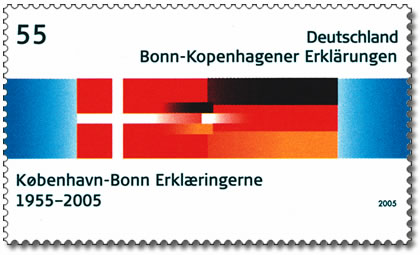
Sello postal alemán de 2005 que conmemora el 50 aniversario de las declaraciones de Copenhague-Bonn.

Las declaraciones de Copenhague y Bonn son dos declaraciones redactadas de manera independiente por los gobiernos de Dinamarca y Alemania en 1955, vigentes en la actualidad. Aunque formalmente unilaterales, en los hechos son prácticamente idénticas y representan un acuerdo entre ambos países acerca de los derechos de las minorías danesa y alemana en la zona fronteriza, en lo que fue el antiguo ducado de Schleswig. Esta zona, dividida definitivamente entre ambos países en 1920 después de celebrados los plebiscitos de Schleswig, ha sido bicultural y bilingüe durante siglos.
De acuerdo a las declaraciones, las minorías tienen la libertad de conservar su nacionalidad y cultura a ambos lados de la frontera. El acuerdo bilateral fue signado en Bonn, entonces capital de Alemania Occidental, el 29 de marzo de 1955. Acto seguido, el parlamento danés redactó su declaración el 21 de abril y el parlamento alemán haría lo propio el 7 de junio del mismo año. Las dos declaraciones buscan la convivencia pacífica y armónica entre ambas etnias.